# Isla Santa Inés, Mexiko
Isla Santa Inés är en ö i Mexiko. Den ligger i bukten Bahía Santa Inés och tillhör kommunen Mulegé i delstaten Baja California Sur, i den västra delen av landet. Arean är 0,27 kvadratkilometer.
På ön finns två arter av reptiler, callisaurus draconoides och coleonyx variegatus.